# Banjo
El banjo és un instrument musical cordòfon constituït per un cos que ressembla a una pandereta, un anell de fusta d'uns 35 cm de diàmetre, cobert per una membrana acústica de plàstic o pell, i un mànec. Inicialment el mànec era llis, semblant al violí, vers 1890 s'hi van afegir trasts semblants a la guitarra. Va ser desenvolupat per esclaus als Estats Units, en adaptar de diversos instruments africans. La paraula banjo, esmentat per primera vegada el 1739, pot ser derivat del mot en kimbundu mbanza, un instrument semblant. Els primers banjos tenien quatre cordes de budells, més tard van tenir de cinc a nou cordes metàl·liques.

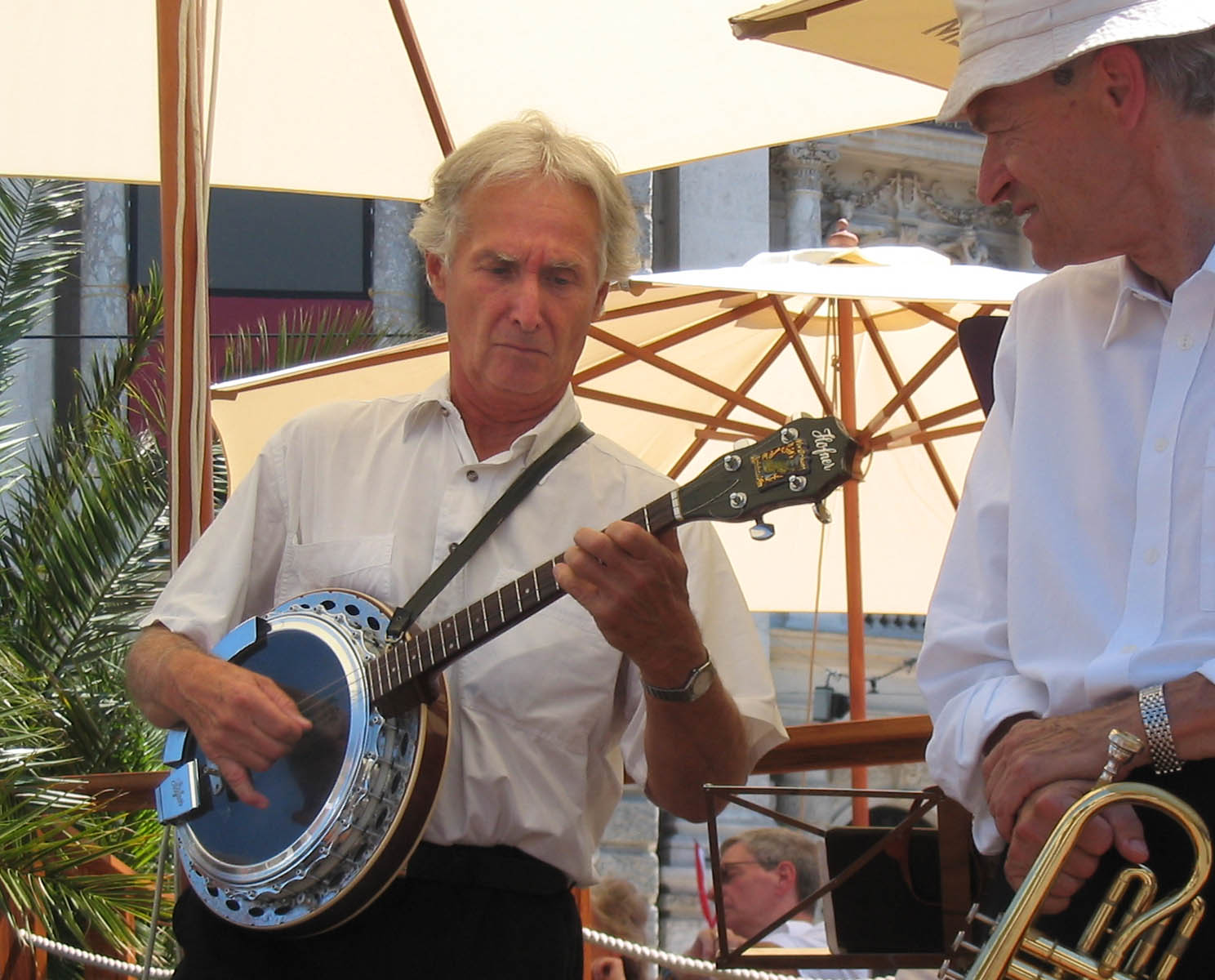
Músic amb banjo de quatre cordes

Aquest instrument procedeix de l'Àfrica occidental Va ser introduït al segle xix als Estats Units, on els músics negres van explotar sobretot les seves possibilitats rítmiques. Cap al 1890 entra a formar part de la música Dixieland i aviat es converteix en l'instrument musical per excel·lència de la música tradicional estatunidenca. En els seus orígens és obert per la part posterior (banjo openback), s'hi va afegir al segle xx un ressonador de fusta a manera de tancament. Es conforma així el banjo bluegrass, amb més ressonància i volum que el seu germà gran. Fins al dia d'avui, tots dos tipus de banjo segueixen convivint i s'empren depenent de l'estil musical.
En la classificació de Hornbostel-Sachs pertany al grup: 321.322 dels llaüts amb caixa de ressonància en forma de capsa.

## Tipus de banjo

### Banjos de 4 cordes
Hi ha dos tipus de banjos de 4 cordes, el banjo tenor i el plectrum banjo.
El banjo tenor és més petit que els altres i s'acostuma a afinar per quintes. És típicament utilitzat per tocar música swing/dixie i música irlandesa. En són típiques les afinacions GDAE per tocar música irlandesa (que es correspon a la afinació del violí, típicament utilitzat en aquest estil de música) i CGDA per música irlandesa i swing.

El plectrum banjo és molt típicament utilitzat en el jazz i té una afinació més similar a una guitarra. El seu nom prové del fet que es toca amb una plectra. Hi ha dues afinacions típiques:
- Standard Plectrum Tuning: CGBD
- Chicago Tuning: DGBE (igual que últimes cordes d'una guitarra)

### Banjos de 5 cordes
Típicament utilitzat pel bluegrass i la música country. En distingim dos tipus:
Five-string banjo: banjo de 5 cordes amb ressonador i cordes metàl·liques que busca un so potent i estrident. S'utilitza pel bluegrass i es toca amb pues de dit. S'acostuma a afinar amb afinació de G obert (gDGBD). Hi ha tres estils bàsics a la hora de tocar-lo:
- Three finger style: s'usen els dits polze, índex i mig (amb pues) per tocar. Es prioritza tocar les cordes a l'aire mitjançant patrons de dits coneguts com a rolls, per tal d'aconseguir la màxima velocitat i lleugeresa s'evita tocar la mateixa corda dos cops seguits. Estil desenvolupat pel banjista Earl Scruggs.
- Estil melòdic: es toca amb tres dits també però es busca generar melodies. També s'evita tocar la mateixa corda dos cops seguits, generant així melodies amb varies notes sonant simultàniament. Així es genera un so similar al cascade usat amb la guitarra. Estil desenvolupat per Bill Keith.
- Single-string style. Aquest estil abandonat la limitació de no repetir corda i desenvolupa una tècnica per usar les pues i poder repetir corda. Així no es depèn de les cordes a l'aire i es poden fer melodies més complexes. Desenvolupat per Don Reno i continuat per artistes com Noam Pikelny i Bella Fleck.

Clawhammer Banjo: el clawhammer banjo acostuma a no tenir tapa -openback- i a usar cordes de nylon enlloc de metàl·liques, buscant així un so més suau.
La tècnica per tocar-lo es coneix com a clawhammer i consisteix en tocar les cordes mitjançant cops amb les ungles mantenint la mà tancada com un puny. Així s'aconsegueix un estil rítmic. Aquesta manera de tocar-lo fou la emprada pels intèrprets d'origen africà que tocaven el banjo i els seus instruments avantpassats.
Obres destacades per a banjo
- Lluís Gómez, Dotze Contes, 2016[6]
- Stephen Foster, Banjo on my knee, 1848
- Seward, quartet català format de veu, banjo, guitarra acústica i percussió

## Videos
- Foggy Mountain Breakdown - Earl Scruggs.